# Diospyros cordato-oblonga
Diospyros cordato-oblonga är en tvåhjärtbladig växtart som beskrevs av André Joseph Guillaume Henri Kostermans. Diospyros cordato-oblonga ingår i släktet Diospyros och familjen Ebenaceae. Inga underarter finns listade i Catalogue of Life.